# EN16

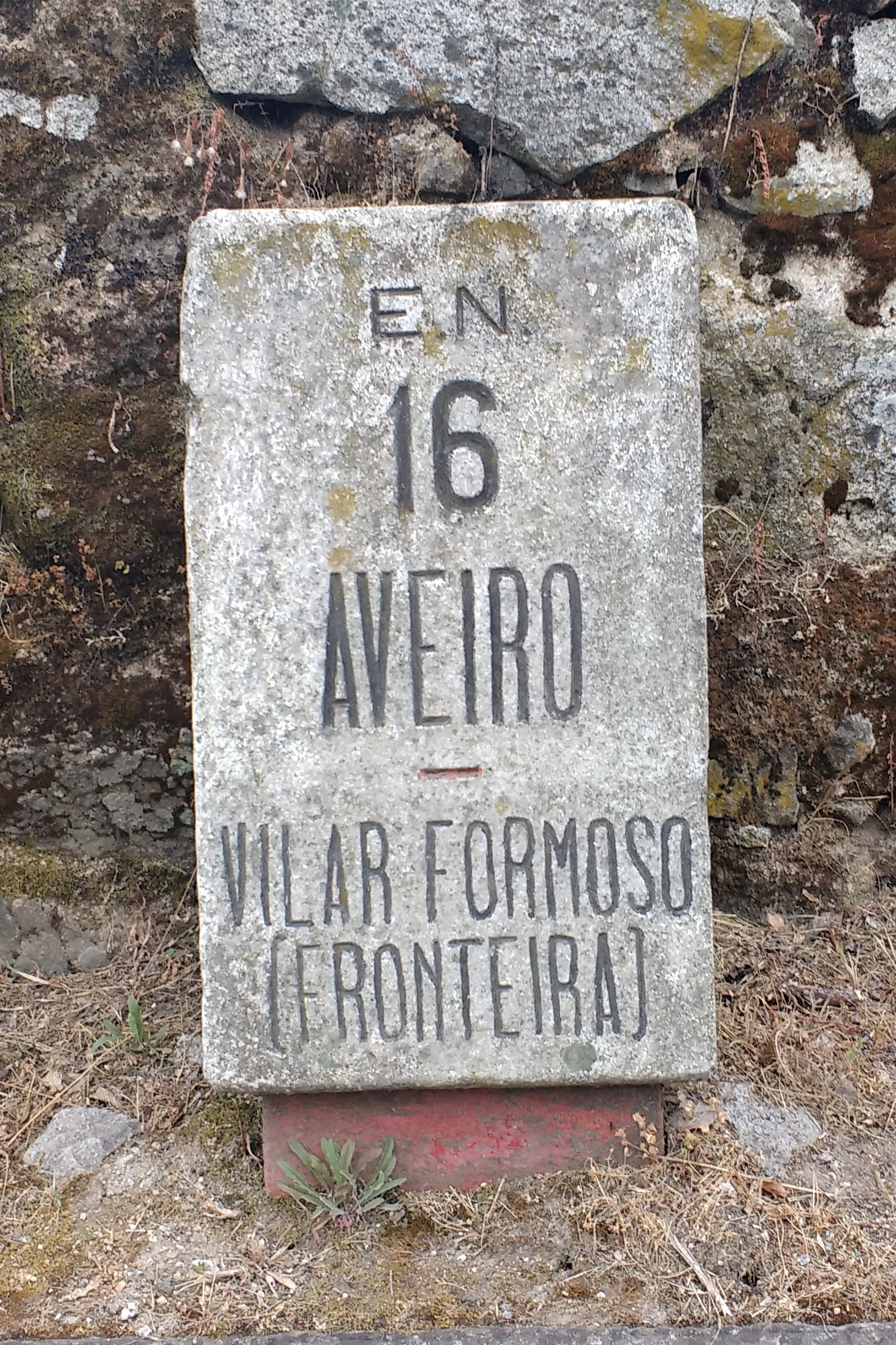
Marco miriamétrico da EN 16 ao km 100 em Prime, no concelho de Viseu

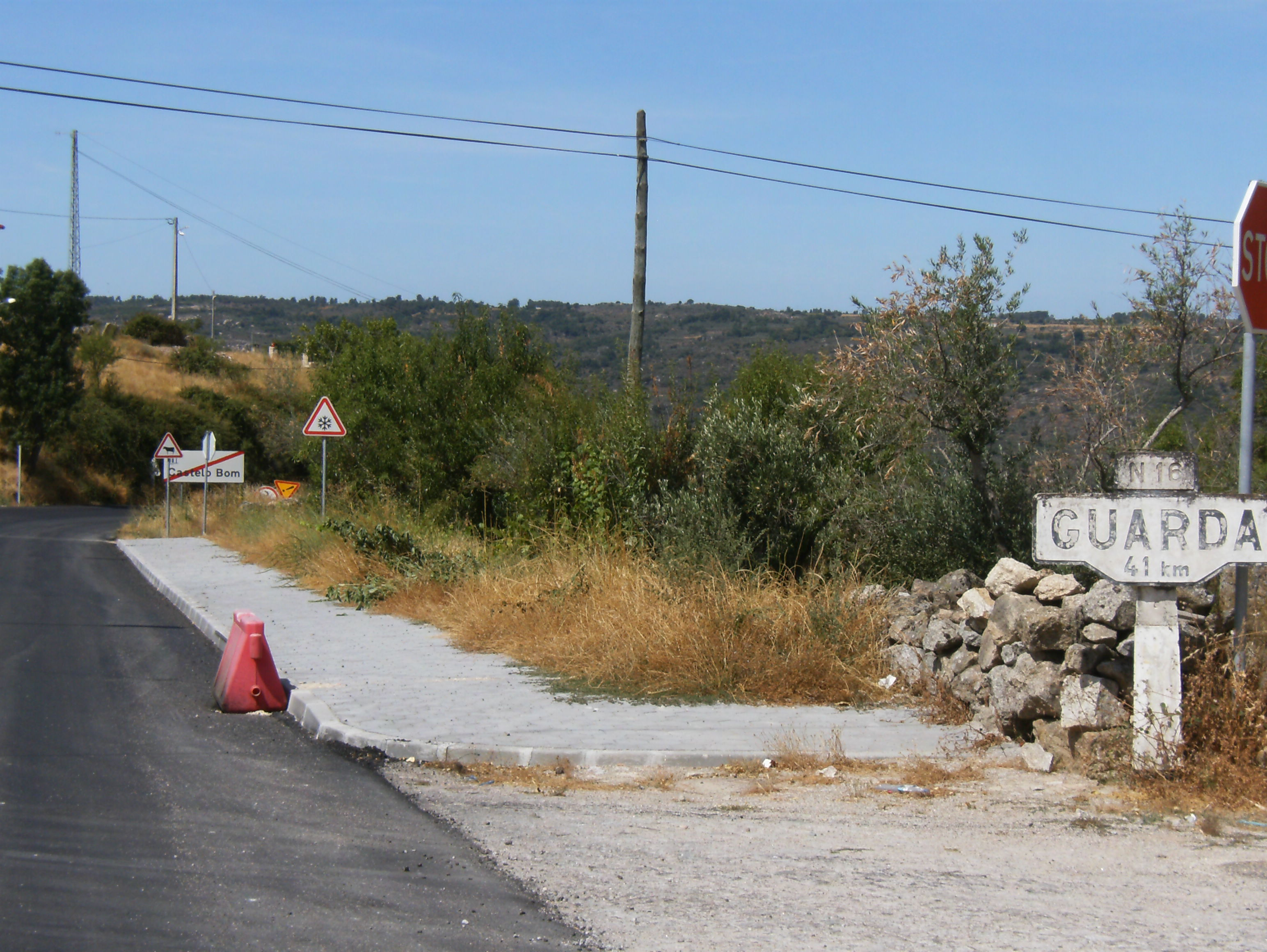
E.N. 16 em Castelo Bom

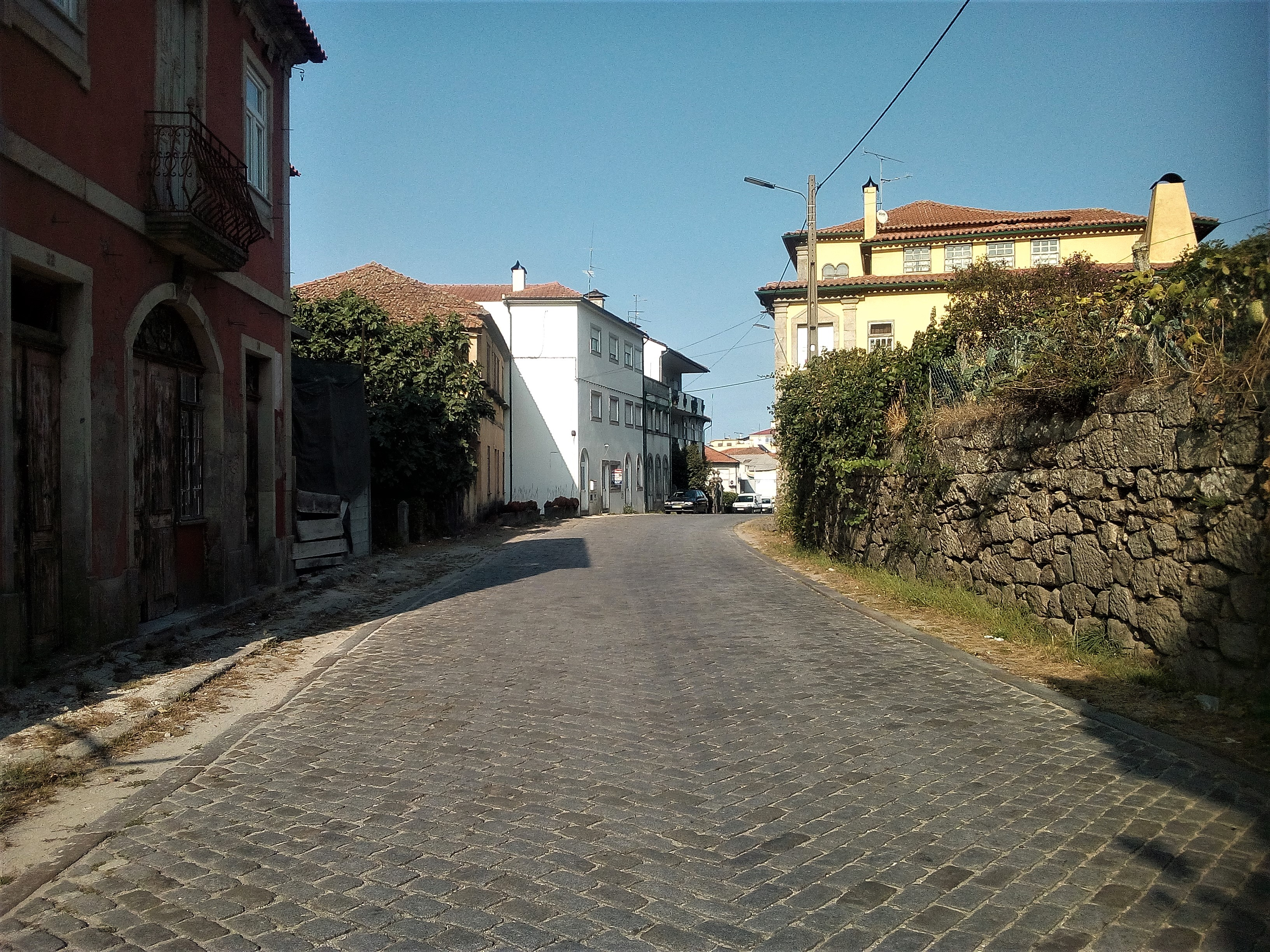
Troço da E.N. 16 com o pavimento original em paralelepípedos de granito, em Oliveira de Frades

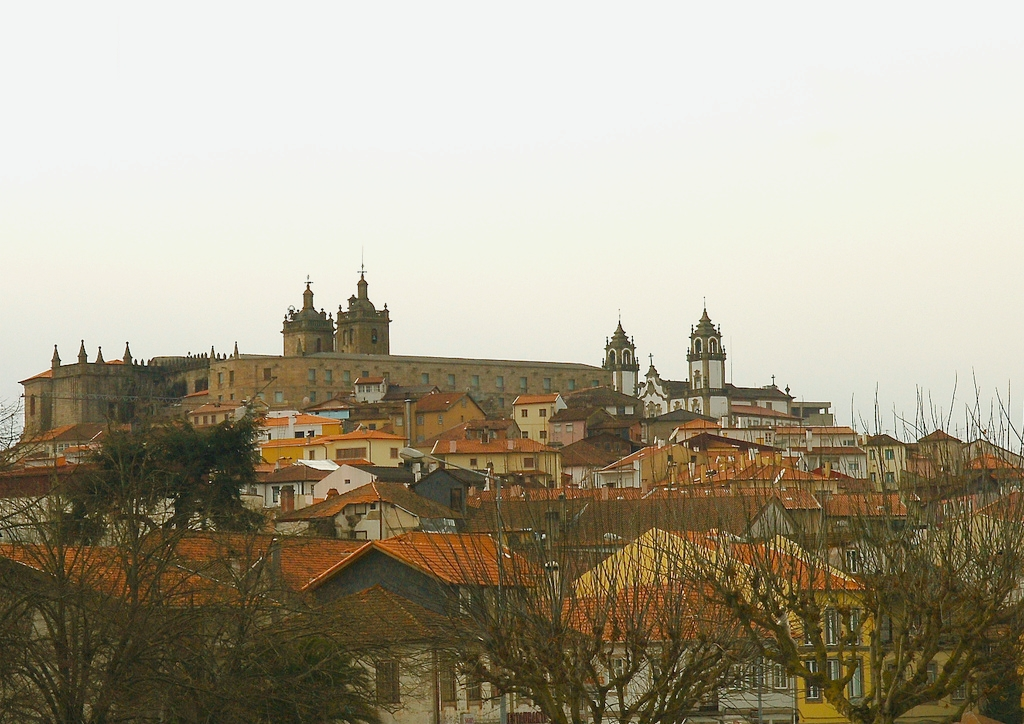
Enquanto que a E.N. 16 passa no centro de Viseu, a cidade é contornada a sul pelo traçado da A25

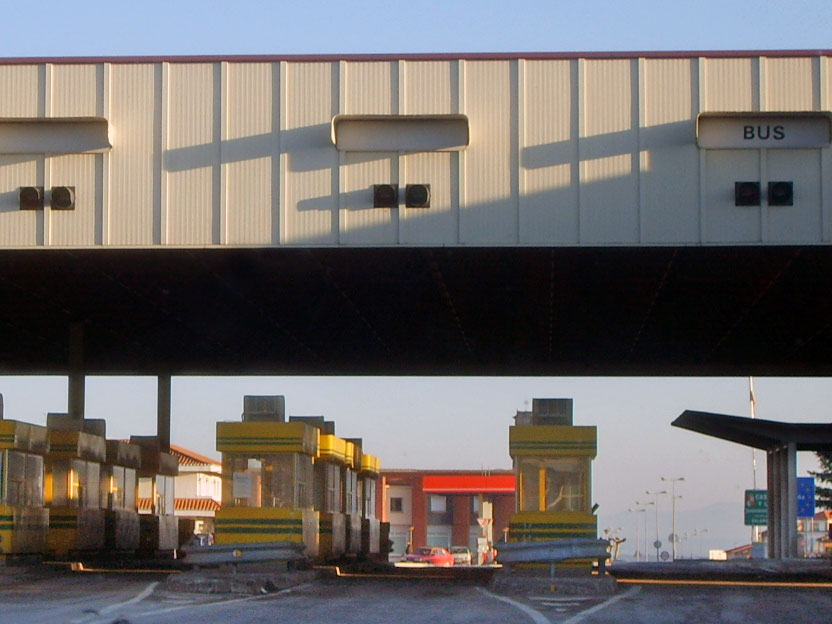
Fronteira de Vilar Formoso, onde a E.N.16 termina.

A Estrada Nacional n°16 é uma estrada nacional portuguesa, que liga Aveiro, no distrito do mesmo nome, a Vilar Formoso, no distrito da Guarda, tendo uma extensão total de 219 quilómetros e percorre os distritos de Aveiro, Viseu e Guarda.  
Quando foi construída na década de 1930, a via era oficialmente designada Estrada Nacional nº 8 de 1ª Classe (EN8-1ª). De acordo com o Plano Rodoviário Nacional original, datado de 1945, era considerada uma Estrada Nacional de 1.ª Classe, sendo uma das 18 com a classificação de Itinerário Principal, estando sinalizada a vermelho.
Atravessa os distritos de Aveiro, Viseu e Guarda. 
Atualmente, apenas o troço entre São Pedro do Sul e Vouzela integra a Rede Rodoviária Nacional, fazendo parte da sua Rede Complementar. O troço entre Vouzela e Oliveira de Frades foi reclassificado como estrada regional, com a designação de Estrada Regional nº 16 (ER16 ou R16). Os restantes troços foram desclassificados.

## História
Esta estrada constituía a Estrada Nacional nº 8 de 1ª Classe (EN8-1ª) do Plano Geral de Estradas Nacionais, estabelecido pelo Decreto nº 12100 de 31 de julho de 1926. A então EN8-1ª foi construída em meados da década de 1930, sendo que terá chegado a Vilar Formoso por volta de 1938, data da reconstrução da Ponte de S. Roque, sobre o rio Côa, em Castelo Bom.
Pelo Plano Rodoviário Nacional de 1945 (PRN1945), a estrada passou a designar-se Estrada Nacional nº 16 (EN16). Constituía um dos itinerários principais estabelecidos pelo PRN1945, com uma elevada importância ao fazer a ligação entre Aveiro - importante porto de mar - e Vilar Formoso - a maior fronteira terrestre portuguesa - na extensão de 220 km. Ao longo dos anos foi, por isso, sujeita a grande tráfego de ligeiros e pesados, apesar de atravessar o centro nevrálgico de várias sedes de concelho, tais como Albergaria-a-Velha, Oliveira de Frades, Vouzela, São Pedro do Sul, Mangualde, Fornos de Algodres e Celorico da Beira, e capitais de distrito - Aveiro, Viseu e Guarda.

## IP5 e A25
Para evitar os congestionamentos, que eram bastante frequentes nas localidades e no troço Castelo Bom-Vilar Formoso (a alfândega chegava a provocar filas superiores a 10 km), foi construída durante a década de 1980 o IP5, uma via rápida que permitia velocidades superiores (até 100 km/h), diminuindo o percurso para pouco mais de 200 km, desse modo efectuados em 3 horas.
A elevada sinistralidade e congestionamento sentidas nesta estrada, levaram à construção de uma auto-estrada - a A25 - tendo esta sido concluída em 2006. Actualmente, devido à utilização da A25, o tempo de viagem entre Aveiro e Vilar Formoso trata-se de menos de 2h00.

## Atualmente
Nos dias de hoje, a EN16 é uma estrada pouco movimentada, mas com grande interesse turístico, principalmente no troço Vilar Formoso-Alto de Leomil (EN324), em que faz parte da Rota das Aldeias Históricas devido à passagem nas vilas medievais de Castelo Bom e Castelo Mendo.
O troço Guarda-Fornos de Algodres é também de interesse turístico, dado que a estrada contorna a serra do Alvendre seguindo pelo vale do rio Mondego, sempre paralela ao curso de água durante mais de 30 km.
Desde Dezembro de 2011, surge para os habitantes locais como umas das alternativas às portagens na A25.

## Saídas/Localidades Intermédias

### Aveiro - Vilar Formoso
| Localidade Intermédia                      | Estrada que liga         |
| ------------------------------------------ | ------------------------ |
| Aveiro                                     | A 25 N 109 N 235         |
| Esgueira                                   | A 17 N 230               |
| Cacia                                      |                          |
| Angeja                                     | A 25 N 109               |
| Sobreiro - Zona Industrial de Albergaria   | A 25                     |
| Albergaria-a-Velha                         | N 1 / IC 2 N 16-2        |
| Valmaior                                   | N 16-3                   |
| Carvoeiro / A25                            | A 25                     |
| Pessegueiro do Vouga                       | N 328 N 328-1            |
| Ribeiradio                                 |                          |
| Arcozelo das Maias                         |                          |
| Pinheiro de Lafões                         |                          |
| Oliveira de Frades                         | N 333-3                  |
| Souto de Lafões                            |                          |
| Vouzela                                    | N 333 N 228              |
| Várzea (Termas)                            |                          |
| São Pedro do Sul                           | N 228 N 227              |
| Ribafeita                                  | N 16-4                   |
| Bodiosa                                    |                          |
| Nó de Viseu ( A 24 ) - Coimbra / Vila Real | A 24 IP3                 |
| Mozelos                                    | IP 5                     |
| Abraveses                                  | N 2                      |
| Viseu                                      | N 2 N 229 N 231 N 337-1  |
| Fragosela                                  |                          |
| Prime                                      | N 229-2 A 25             |
| Fagilde                                    | A 25                     |
| Mangualde                                  | N 232 N 234 N 329-1 A 25 |
| Freixiosa                                  |                          |
| Chãs de Tavares                            | N 329 A 25 IP 5          |
| Várzea de Tavares                          |                          |
| Fornos de Algodres                         | N 330 A 25 IP 5          |
| Vila Boa do Mondego                        | A 25                     |
| Celorico da Beira                          | N 17 N 102 IP 2          |
| Ratoeira                                   | A 25                     |
| Vila Cortês do Mondego                     |                          |
| Porto da Carne                             |                          |
| Cavadoude                                  |                          |
| Maçainhas                                  |                          |
| Guarda                                     | N 18                     |
| Guarda-gare São Miguel da Guarda           | N 221 A 25 VICEG         |
| Arrifana                                   |                          |
| Gonçalo Bocas                              |                          |
| Jarmelo                                    |                          |
| Pínzio                                     | A 25                     |
| Alto do Freixo                             | N 324 A 25               |
| Castelo Mendo                              |                          |
| Castelo Bom                                |                          |
| Vilar Formoso                              | N 332 A 25               |